# Луций Аний Ларг (консул 147 г.)
Луций Аний Ларг (на латински: Lucius Annius Largus) e политик и сенатор на Римската империя през 2 век.
Фамилията му произлиза от Перузия или Лориум. Баща му Луций Аний Ларг e суфектконсул през 109 г.
През 147 г. Ларг e консул заедно с Гай Прастина Месалин.